# Jørgen Johansen (fodbolddommer)
 Der er flere personer med dette navn, se Jørgen Johansen (flertydig).
Jørgen Johansen (født 10. april 1956) er en tidligere dansk fodbolddommer.
Han dømte i Superligaen fra 1994 til 1998, hvor det i alt blev til 65 kampe. Hans debutkamp i Superligaen var den 21. august 1994 i kampen mellem Næstved IF og Lyngby FC, der endte 2-2.
Han valgte at stoppe som dommer i Superligaen i 1999 sammen med Peter Mikkelsen. De to blev erstattet af Tonny K. Poulsen og Johnny Røn.